# Serafín Martínez

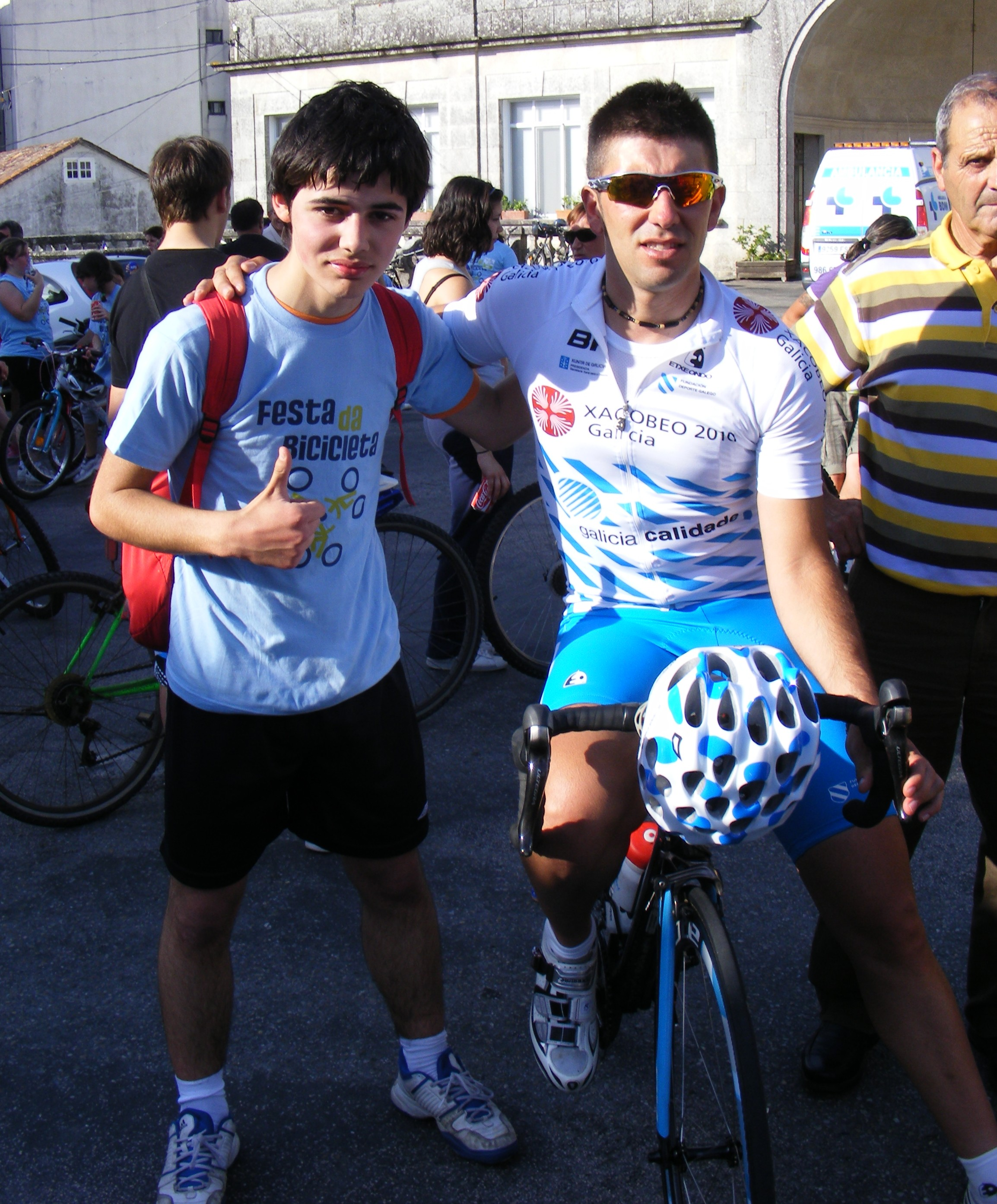
Serafín Martínez Acevedo auf der rechten Seite, mit einem Fan

Serafín Martínez Acevedo (* 14. Februar 1984 in O Rosal) ist ein ehemaliger spanischer Radrennfahrer.
Serafín Martínez belegte 2006 bei der nationalen U23-Meisterschaft den dritten Platz im Straßenrennen hinter dem Sieger José David Aguilera. 2007 wurde er Profi bei dem spanischen Professional Continental Team Karpin Galicia.
Im Herbst 2007 startete er bei der Vuelta a España, für die seine Mannschaft eine Wildcard erhielt. Auf der ersten Etappe führte er das Rennen lange als Ausreißer an und errang so die Führung in der Bergwertung, die er auf den nächsten neun Etappen verteidigen konnte. Er konnte die Rundfahrt jedoch nicht beenden und schied nach der 13. Etappe aus.
Er bestritt noch drei weitere Male die Vuelta a España und konnte das Rennen jeweils beenden. 2009 wurde er als kämpferischster Fahrer geehrt. Bei seiner letzten Teilnahme 2010 wurde er Zweiter der Bergwertung.
Nach Ablauf der Saison 2010 beendete er seine Karriere.

## Erfolge
2009
- Kämpferischster Fahrer Vuelta a España

2010
- Bergwertung Bayern-Rundfahrt

## Platzierungen bei den Grand Tours
| Grand Tour            | 2007 | 2008 | 2009 | 2010 |
| --------------------- | ---- | ---- | ---- | ---- |
| Giro d’ItaliaGiro     | –    | –    | 142  | –    |
| Tour de FranceTour    | –    | –    | –    | –    |
| Vuelta a EspañaVuelta | DNF  | 90   | 39   | 63   |

## Teams
- Karpin Galicia (2007)
- Xacobeo Galicia (2008–2009)